# 伊里布
伊里布（转写：Ilibu；1772年—1843年3月4日），又名伊禮布，小金榜稱紅帶子伊禮布，字莘农，清朝政治人物，愛新覺羅氏，紅帶子，籍屬镶黄旗。签署《中英南京条约》的中方代表之一。

## 生平
伊里布于嘉庆六年（1801年）中进士，授国子监学正职，后出任云南府南关通判，历任澂江知府、腾越知州，与当地土司保持良好关系，受到云贵总督伯麟的推荐。道光元年（1821年），随从云贵总督庆保镇压永北少数民族叛乱有功，代理永昌知府，不久升任安徽太平府知府，此后历任山西冀宁道道員、浙江按察使、湖北、浙江布政使等职。道光五年（1825年），伊升任陕西巡抚，后又先后调任山东和云南巡抚，以清廉闻名。

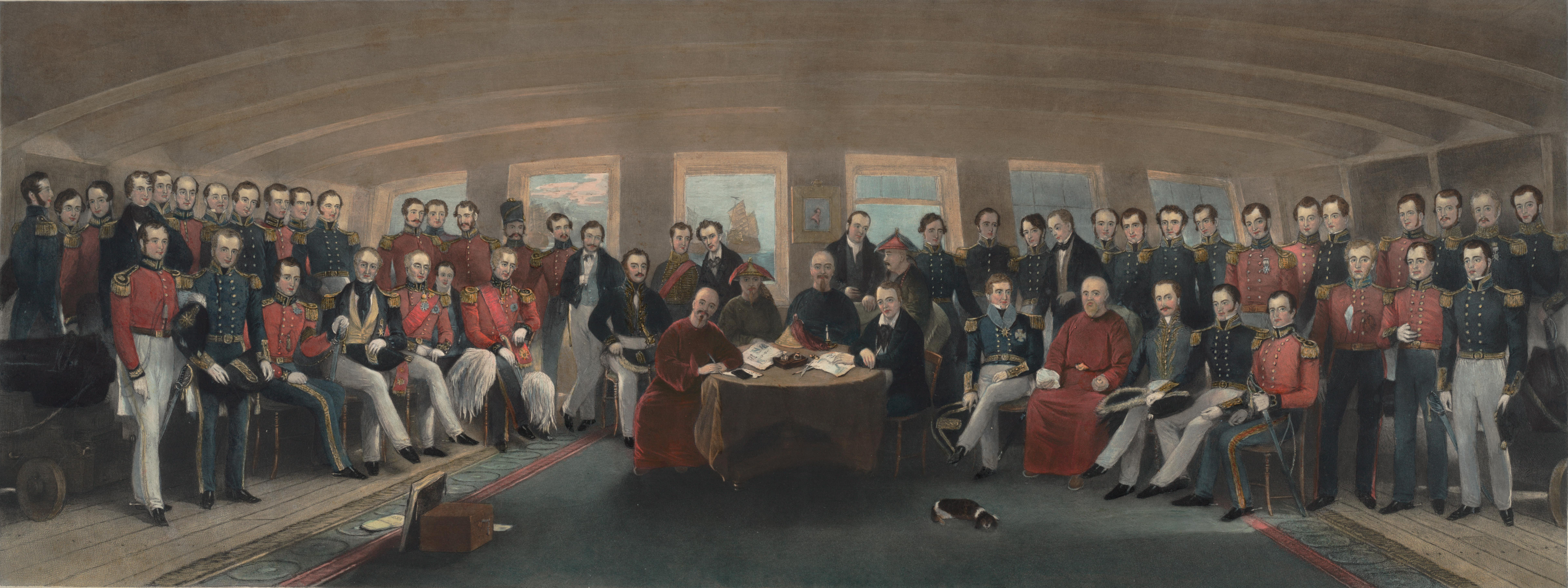
《南京條約》簽訂場面，中央圆桌旁左数第二个为伊里布

道光十三年（1833年），伊里布升任云贵总督，十八年（1838年），被授予协办大学士头衔，次年调任两江总督。第一次鸦片战争期间，伊里布被任命为钦差大臣，负责浙江沿海的军事行动。由于琦善、裕谦等人和战不定，伊里布面对占领定海的英军亦不主动出击。道光二十一年（1841年）正月，清朝政府命令伊里布进攻定海，恰逢英军为占领香港而从定海撤军，伊里布遂上表称收复定海，但是被斥责为“附和琦善，以兵炮未集，藉词缓攻，致敌船遁去”，被撤去协办大学士头衔，交出兵权给裕谦后留任两江总督。不久，裕谦弹劾其遣家丁张喜与英军私自来往，达成不战默契，伊里布被削去职务，投入监狱。
道光二十一年（1841年）10月，英军先后攻占定海、宁波等地，裕谦战死。二十二年（1842年）3月，接任的扬威将军奕经也被击败，清朝政府不得已重新启用伊里布，命其协助耆英抵抗英军。耆英即派其防守乍浦，伊里布于是仍然派遣张喜同英军联系，英军遂转而攻打吴淞口，沿长江而上，抵达南京城下。清朝政府不得不派遣耆英和伊里布同英军展开谈判，最终签署了《中英南京条约》。
签约后，伊里布被任命为广州将军、钦差大臣，负责在广州办理战后事宜。伊里布到任后，发现广州民心不服，英国又多有逼迫，不久即忧悴而死。死后赠太子太保，谥号文敏。

## 世系[2]
- 八世祖清顯祖塔克世
- 七世祖篤義貝勒巴雅喇
- 六世祖鞏阿岱；拜音圖[3]
- 五世祖棍古渾
- 高祖父宗寶
- 曾祖父額爾金
- 祖父雙寶
- 父親阿克盛阿
- 伊里布
- 子桂齡
- 孫凱順
- 曾孫良弼

## 腳註
1. ↑  滿語意思是「興起、停止、建立」。
2. ↑  《愛新覺羅宗譜》
3. ↑  清昭梿《嘯亭續錄》；《清稗類鈔》．吏治類：覺羅伊里布，顯祖第五子，其五世祖拜音圖，以附睿忠王故，黜宗室，改隸旗籍。中乾隆辛酉進士，就國子監典簿，選雲南通判。

## 延伸阅读
[在维基数据编辑]
 《清史稿/卷370》，出自趙爾巽《清史稿》
 在维基共享资源阅览影像